# Germán Deagosto
Germán Deagosto Viñas (Montevideo, 1987) es un economista, docente, periodista y escritor uruguayo.

## Biografía
Su madre es funcionaria y su padre médico. Estudió en el Colegio y Liceo Pallotti. 
Estudió economía en la Universidad de la República y realizó una maestría de economía en la Universidad de Montevideo. Fue docente de la Universidad de la República, de la ORT Uruguay y actualmente es director de la carrera de Economía en la Universidad Católica de Uruguay.
Consultor en CPA Ferrere, columnista en el programa Fácil Desviarse en Radio Del Sol y periodista en La Diaria.
En 2022, su libro  Manual de economía para un mundo entreverado fue reconocido con el Premio Bartolomé Hidalgo otorgado por la Cámara Uruguaya del Libro y es superventas. Este libro también recibió una mención de los Premio a las Letras del Ministerio de Educación y Cultura de Uruguay y el Premio Morosoli.
En 2024, fue galardonado por en la categoría divulgación académica por su libro Leones y corderos con el Premio Bartolomé Hidalgo.

## Libros
- 2020, Manual de economía para un mundo entreverado. (ISBN 978-9974-49-985-0)
- 2024, Leones y corderos (ISBN 978-9915-685-19-9)